# 德里斯科爾冰川
79°42′S 83°0′W / 79.700°S 83.000°W
德里斯科爾冰川是南極洲的冰川，位於埃爾斯沃思地，屬於赫里蒂奇嶺地區，全長24公里，流經布坎南山，最終注入尤尼昂冰川，美國地質調查局根據測量和該國海軍的空中照片繪入地圖。